# 方違え
方違え（かたたがえ、かたちがえ）とは、陰陽道に基づいて平安時代以降に行われていた風習のひとつ。方忌み（かたいみ）とも言う。
外出や造作、宮中の政、戦の開始などの際、その方角の吉凶を占い、その方角が悪いといったん別の方向に出かけ、目的地の方角が悪い方角にならないようにした。

## 方違えの基本
外出または帰宅の際、目的地に特定の方位神がいる場合に、いったん別の方角へ行って一夜を明かし、翌日違う方角から目的地へ向かって禁忌の方角を避けた。
例えば、仕事先から西の方にある自宅へ帰ろうとしたら、西の方角に方違えの対象となる天一神が在していたとする。この場合、真っ直に家へ帰ると天一神のいる方角を犯すことになる。そこで、いったん他の方角、例えば南西の方角にある知人の家で一夜を明かして翌朝家に帰ることにすれば、移動は南西方向と北西方向になって、西への移動を避けることができる。
また、造作を行う際、その工事場所が家の中心から見て禁忌の方角に当たる場合に、いったん他所で宿泊して忌を移してから工事を行った。しかし、天一神のように数日で移動する方位神ならば良いが、同じ方角に1年間在する金神などが工事をしたい方角にいる場合もある。その場合には、その年の立春にいったん方違えになる方角に移動して一晩明かし、翌日自宅に戻れば当分は方違えしなくても良いとされた。
方違えの対象となる方位神は、以下の5つである。
- 天一神（てんいちじん、てんいつじん、なかがみ）：同じ方角に5日留まる
- 太白（たいはく）：毎日方角が変わる
- 大将軍（だいしょうぐん）：3年間同じ方角に留まるが、5日単位で遊行する
- 金神（こんじん）：1年間同じ方角に留まる
- 王相：王も相も1か月半同じ方角に留まる。続けて来るので3か月間ひとつの方角が塞がることになる。

## 実際の方違え
天一神については、5日間同じ方角が塞がるので、その方向が職場と自宅間などに該当していると不便である。そこで、実際には天一神がその方角へ遊行する最初の日に方違えをすれば、その方角にいる5日間は問題ないとされた。
同一方角に長期間在する神（大将軍・金神・王相）については、遊行の最初の日に1回方違えしただけでは有効とは言えないとして、その期間中、以下のような規則で何度も方違えをする必要があった。
- 自宅から、または自宅への移動、および自宅での造作の場合
  - 遊行の最初の日に一度方違えを行う
  - その後数日間は毎日方違えを行う
  - 一定期間経ったら再び方違えを行う
- 自宅以外の場所から自宅以外の場所への移動の場合
  - 遊行の最初の日に一度方違えを行う
  - 一定期間（大将軍は45日、王相は15日）経ったら再び方違えを行う

出先から出先への移動よりも、自宅が絡む場合はより念入りに方違えをする必要があった。そこで、これを利用した便法が考え出される。つまり、自宅より出先の方が軽くて済むのであれば、本来の自宅以外の場所を「自宅」ということにすれば良いという考えである。各神の遊行する日の前日の夕方に、自宅以外の方角的に問題のない場所へ移動してそこで一晩過ごし、そこが「自宅」であると方位神に対して宣言するのである。こうすることで、方違えを45日または15日に1回行うだけで済むようにした。
「自宅」と宣言するために一夜を明かすのに貴族が使ったのは、一般に寺院が多かった。そのため、平安時代の後期にこの方式の方違えが流行するようになると、京都のお寺はどんどん立派になっていった。大将軍・金神・王相が遊行を行うのは春分の日であった。そのため、春分とそこから15日単位の日（すなわち二十四節気）には京都のあちこちで貴族の大移動が見られた。